# Österbottens landskapsvapen

Det moderna Österbottens landskapsvapen.

Österbottens landskapsvapen är framförallt baserat på Vasa stadsvapen, eftersom Vasa är centralort i Österbotten. Vapnets huvudfält utgörs således av Vasas sköldemärke, en vase av guld i rött fält. Ovanför har man placerat en ginstam av guld med fyra springande röda hermeliner. Hermelinerna är hämtade från det historiska landskapet Österbottens vapen, som numera används som Norra Österbottens landskapsvapen, men har här fått tinkturer anpassade till Vasavapnet.